# Semana Santa en Linares

La Semana Santa de Linares es uno de los principales acontecimientos culturales, religiosos y de atracción turística de Linares (Jaén). Está declarada Fiesta de Interés Turístico Nacional de Andalucía desde 1998,y destaca por las Bandas de Cabecera de las cofradías y hermandades, los tercios de trompeteros, la imaginería cofrade o hechos específicos como la liberación del preso por parte la Hermandad del Rescate, la lectura de la sentencia en el prendimiento de Nuestro Padre Jesús, la bendición de Nuestro Padre Jesús Nazareno que, con su brazo articulado, concede a los visitantes que se agolpan a su paso en la madrugada del Jueves Santo al Viernes Santo, y finalmente la ceremonia de la Expiración en la calle Marqués, donde miles de personas acuden a presenciar la muerte de Cristo.

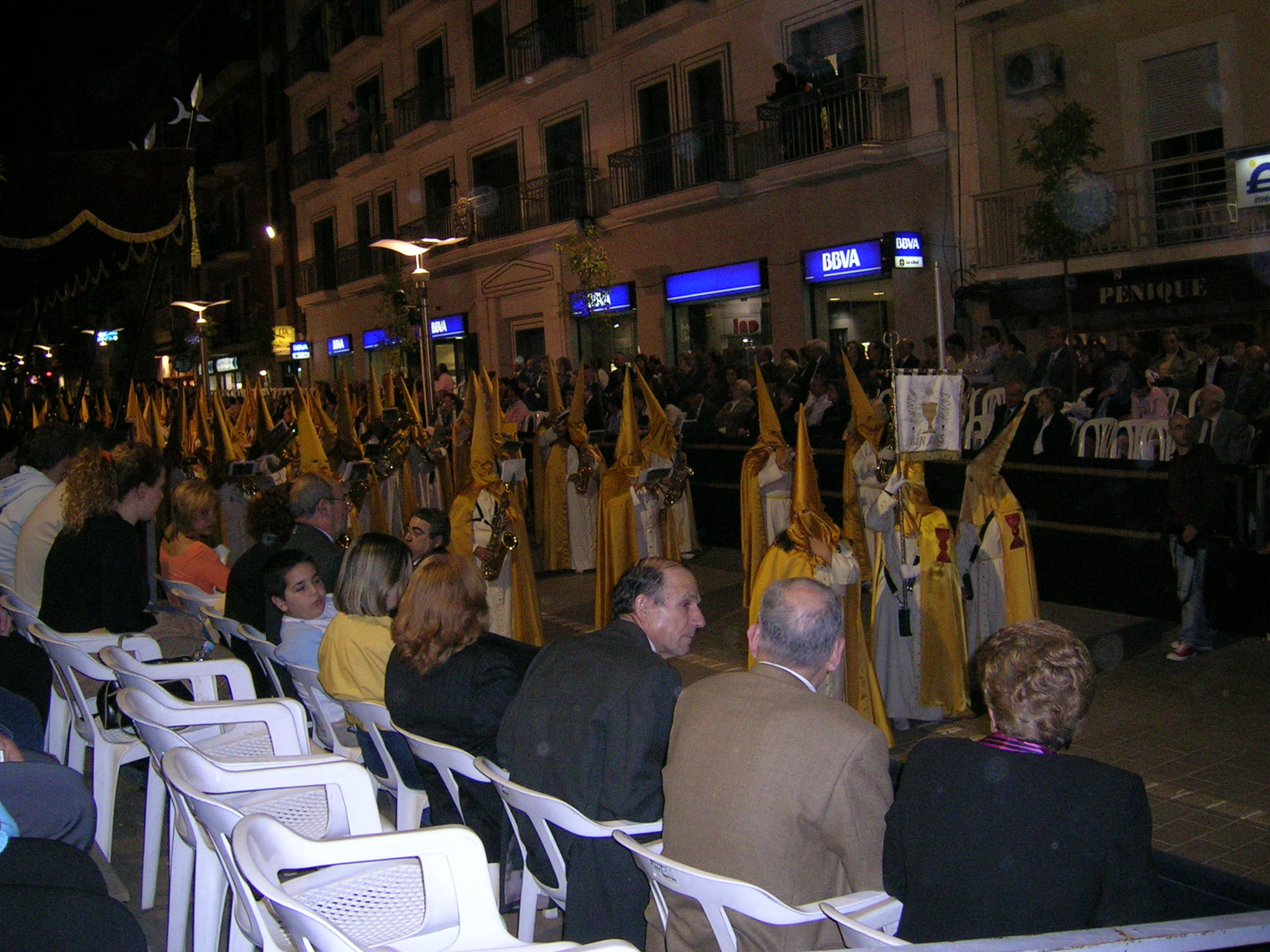
Banda de Cabecera de la Santa Cena.

## Bandas de cabecera
Las bandas de cabecera son bandas de Semana Santa que se sitúan al principio de la procesión. Tienen una gran tradición en Linares donde, a día de hoy, son 7 las que realizan Estación de Penitencia por las calles de la ciudad: Santa Cena, Siete palabras, Rescate, Nazareno, Expiración, Descendimiento y Santo Entierro por orden de salida.

### Banda de Cabecera de la Santa Cena
Su nombre completo es Agrupación Musical Santa Cena Sacramental, nació tras desaparecer la de la OJE durante la transición (1975-1976) y se mantuvo hasta la Semana Santa de 1998, donde desfiló por última vez, desapareciendo por problemas internos durante algunos años, aunque en el año 2004 volvió a reaparecer.
Cuenta aproximadamente con 100 miembros, distribuidos en 60/65 de viento, y 35 aprox. de percusión.

### Banda de Cabecera de las Siete Palabras "Estudiantes"
Su nombre completo es el de Banda Salesiana del Santísimo Cristo de la Buena Muerte. Se fundó a finales del año 2008 y realizó su primera salida en 2009 con 16 tambores 5 timbales 2 bombos 1 platos y una caja principal en total 25 componentes (22 niños). Es la más joven de la ciudad y está formada por una sección de percusión. Actualmente la banda cuenta con la sección de viento desde el año 2012.

### Banda de Cabecera del Rescate
Con el nombre completo de Agrupación Musical de Nuestro Padre Jesús del Rescate y María Santísima de los Dolores, se fundó en el año 1972 siendo los promotores D.Pedro Martos Ayala y D.Francisco Martínez Zapata. En sus orígenes fue banda de Cornetas y Tambores con un total de 30 componentes, convirtiendose rápidamente en Agrupación Musical en el año 1975. Actualmente está dirigida por Enrique Maestre Infantes y Joaquín Ruiz Martínez.

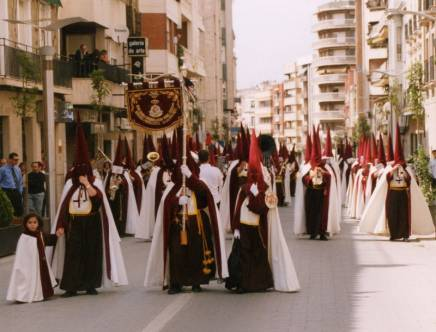
Banda de Cabecera del Rescate.

Cuenta con aproximadamente 140 miembros entre viento y percusión, siendo, por ello, la Banda de Cabecera más grande de Linares. 
En la década de los años 1990, grabó un disco junto a la banda de cabecera de la Expiración, interpretando cada una sus mejores piezas musicales, en 2005 presentó su primer trabajo discográfico en solitario "Noche de Jueves Santo" y cinco años más tarde el segundo, "Rescate de Dolores".

### Banda de Cabecera del Nazareno
Su nombre completo es Agrupación Musical Nuestro Padre Jesús Nazareno, fundada en el año 1975. Tiene un trabajo discográfico titulado "Alma de Dios". También fueron a Sevilla a tocar con sus túnicas en un desfile de bandas. Cuenta con aproximadamente 130 miembros entre viento y percusión. Es considerada una de las mejores bandas de Linares.

### Banda de Cabecera de la Expiración
La Banda del Santísimo Cristo de la Expiración fue creada en el año 1969, siendo decana; si bien, surgió de una idea en junta de cabildo de mayo de 1968, por quien entonces era un hermano más de la cofradía, Antonio Martín García (actualmente director perpetuo) y siendo hermano mayor, Fernando Gaitán Barragán. En principio fue concebida como una banda de cornetas y tambores, cuyo objetivo era el de sustituir a los "armaos", contando con una veintena de componentes, todos ellos hermanos de la cofradía.
El 4 de abril de 1969, Viernes Santo, hizo por primera vez su estación de penitencia. Se caracterizó por ir vestida con túnica de estatutos, su situación en el cortejo, detrás de la cruz de guía, aspectos que sigue manteniendo. Con el tiempo, tanto el número de componentes como los instrumentos utilizados fue creciendo, llegando a adoptar la fisonomía de una banda de música, con sus secciones de viento (metal y madera) y una nutrida sección de percusión.

Se componía de más de 100 integrantes, bajo la dirección de Javier Estudillo.

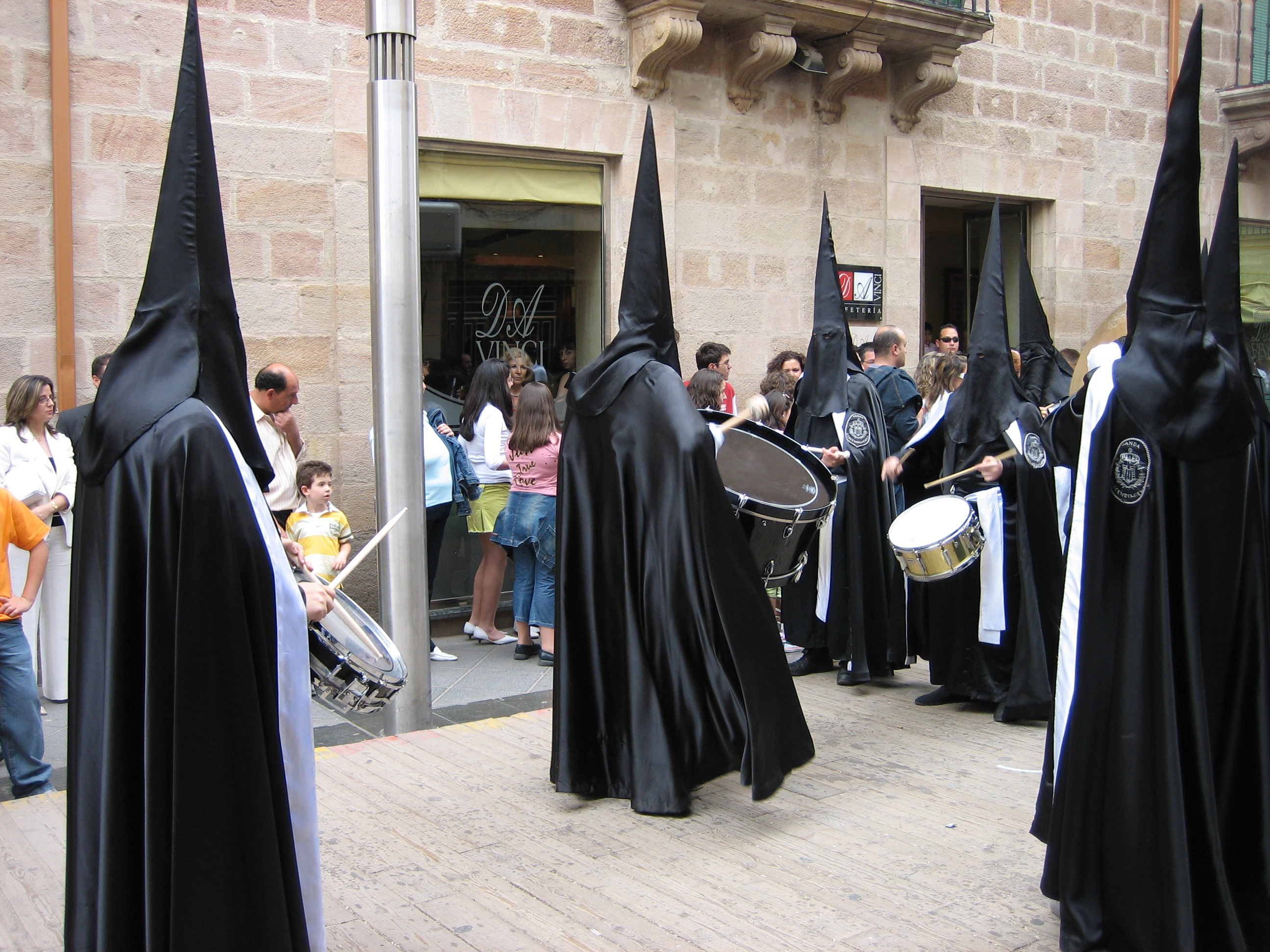
Banda de Cabecera del Descendimiento.

### Banda de Cabecera del Descendimiento
Comenzó su andadura en el año 1979, constando la primera formación musical que procesionó con 12 flautas, 2 flautines, 3 piccolos, 3 clarinetes, dos saxos altos, un saxo tenor, un trombón, un bombardino y tres trompetas. En el año 1985 la banda sufrió una transformación al incluirse una sección de viento.

### Banda de Cabecera de la Quinta Angustia "Santo Entierro"
Su nombre real es el de Quinta Angustia, pues antiguamente es como se conocía a la cofradía. La actual banda se recuperó en el año 2001, con 20 tambores y cajas y 4 bombos. En 2002 incorporó instrumentos de viento.

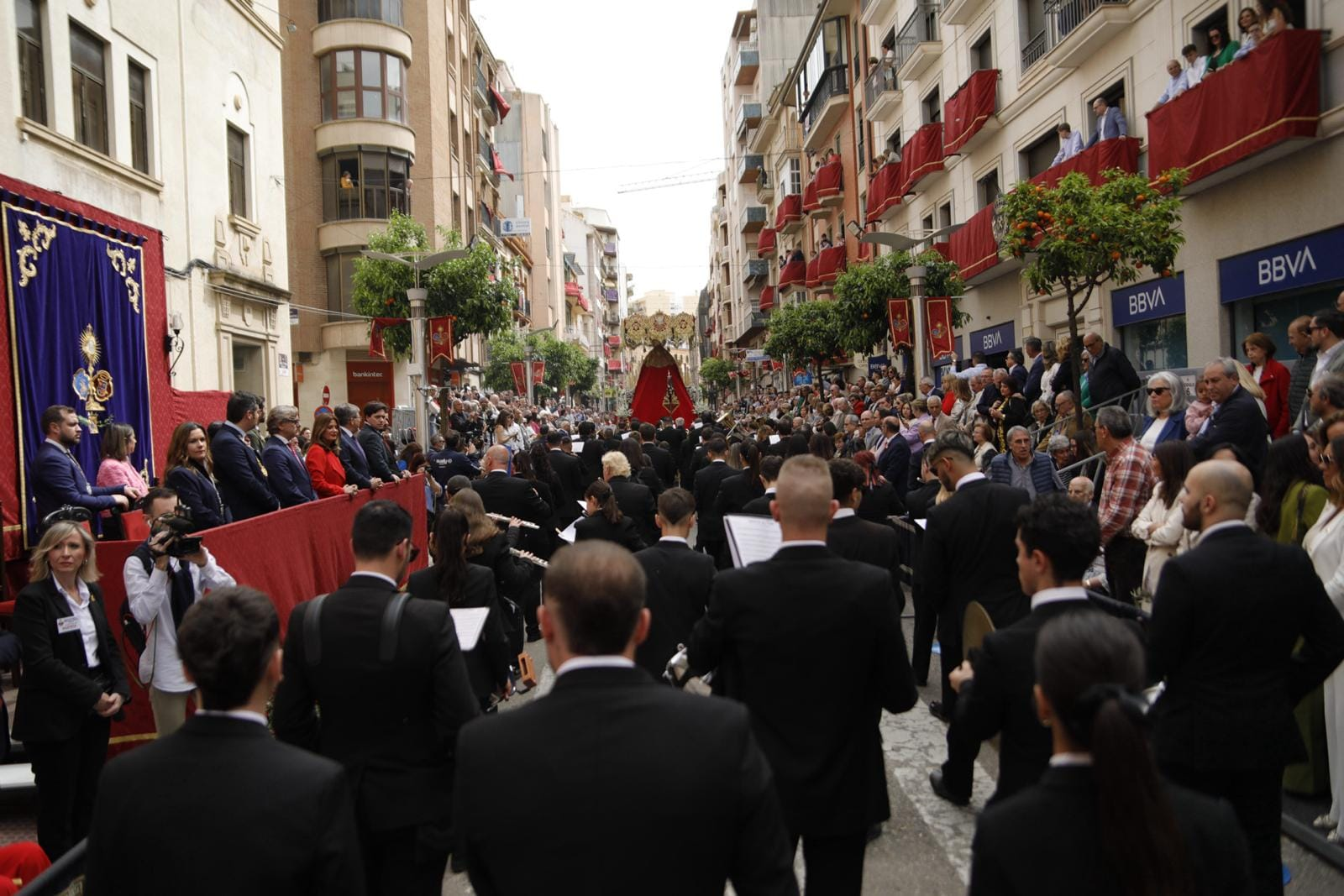
Virgen de la Alegría a su paso por Carrera Oficial

## Carrera oficial
Actualmente la Carrera Oficial de la Semana Santa de Linares se sitúa en parte de la céntrica calle Isaac Peral desde la esquina de las ocho puertas hasta el cruce con la calle Sagasta. La Carrera Oficial actualmente esta siendo remodelada por la Agrupación de Hermandades y Cofradías de Linares, el proyecto final de la Carrera Oficial pensado, seria desde la esquina de las Ocho Puertas con Isaac Peral hasta el cruce con la calle Republica Argentina. Este proyecto estaría pensado darlo por finalizado en la Semana Santa de 2025. Ante ella marchan las Bandas de Cabecera de cada hermandad, nazarenos, costaleros, horquilleros y demás cofrades que acompañan a las imágenes en procesión.

## Semana de Pasión

### Domingo de Ramos
- Hermandad y Cofradía de Nazarenos de Nuestro Señor Jesucristo Divino Maestro en su Entrada Triunfal en Jerusalén, María Santísima de la Alegría, San Pedro y Santiago Apóstol (Borriquilla).

La Hermandad y Cofradía de Nuestro Señor Jesucristo Divino Maestro en su entrada triunfal en Jerusalén, María Santísima de la Alegría, San Juan Evangelista, San Pedro y Santiago Apóstol, fundada en 1925, tiene sede canónica en San José Obrero. Sale a las 10:00 horas de la mañana.

Nuestro Señor Jesucristo en su Entrada Triunfal En Jerusalén

María Santísima de la Alegría

- Asociación Parroquial de Ntro. Padre Jesús en su Entrada Triunfal en Jerusalén de la Estación Linares-Baeza (Borriquilla de la Estación).

El grupo parroquial de Ntro. Padre Jesús en su Entrada Triunfal en Jerusalén (Estación Linares Baeza) fue constituido tras la donación de la antigua imagen de "la borriquilla" de la ciudad de Linares a la barriada de la Estación Linares Baeza en el año 2001. Desde ese año la imagen procesiona cada mañana de Domingo de Ramos portada a costaleros por las calles del núcleo ferroviario. Su Salida es a las 12:00 horas.
- Hermandad de la Santa Cena Sacramental y Nuestra Señora de la Paz (Santa Cena).

Su sede canónica es la Basílica de Santa María la Mayor y su salida es por la tarde a las 17:30 horas.

Nuestro Padre Jesús en su Santa Cena

Nuestra Señora de la Paz

### Lunes Santo
- Real Hermandad y Cofradía de Nazarenos de Nuestro Padre Jesús en la Oración en el Huerto y Nuestra Madre y Señora de Gracia (Oración en el huerto).

Con sede en la Basílica de Santa María la Mayor, realiza su estación de penitencia con dos pasos. El misterio es cargado por cuarenta costaleros, mientras que el palio lo portan treinta y cinco.
Las túnicas y capas en ambos pasos son en color hueso, con cíngulo y caperuz en terciopelo verde botella. El misterio es acompañado musicalmente por la Agrupación Musical Nuestro Padre Jesús de la Pasión, y el palio la Sociedad Filarmónica María Inmaculada.
Su salida es por la tarde a las 17:30 horas.

Nuestro Padre Jesús en la Oración en el Huerto

Nuestra Madre y Señora de Gracia

### Martes Santo
- Primitiva y Franciscana Hermandad de la Santa Vera+Cruz y Cofradía de Penitencia y Silencio de Nuestro Padre Jesús de la Humildad y Madre de Dios María Santísima de la Salud en su Soledad (Vera+Cruz).

Hdad. decana de la ciudad, fundada hacia 1540 por 20 hermanos de la V.O.T. (rama seglar de la orden franciscana) y auxiliada espiritualmente por frailes franciscanos de la vecina Baeza (de la que aún dependía Linares administrativa y religiosamente); el 17 de mayo de 1558 son aprobadas sus 1ªs. Constituciones y se establecen en el flamante convento franciscano, yendo el Jueves Santo en ViaCrucis con hermanos disciplinantes y Cruz Alzada por hasta 5 Sagrarios hasta la Ermita del Humilladero (en los terrenos donde ahora se sitúa la antigua Estación de Madrid) en recuerdo de las Cinco Llagas de Cristo.
Además dan culto a la Humildad de Dios, entendida como un Ecce Homo que espera tras ser azotado y burlado por los romanos el momento de ser conducido al Monte Calvario así como también a la Madre de Dios, cuya advocación será Dolores; problemas con la orden franciscana les hace trasladarse a la Iglesia Mayor de la entonces Villa de Linares, Santa María a principios del s. XVII, donde permanecerán hasta 1936, fecha en con el incendio del templo el 22 de julio perecen entre las llamas las imágenes así como enseres y documentos.
Con el tiempo, se agregarán como escuadras dependientes Jesús de la Columna, San Juan Evangelista y Santa Mª Magdalena, siéndose conocida, según pujanza de una u otra en el s. XVIII como Vera+Cruz y Jesús de la Humildad o Vera+Cruz y Jesús de la Columna; finalmente, las escuadras de los santos terminan por extinguirse, hecho igualmente con la de la Columna, que "renacerá" como cofradía independiente a principios del s. XX. A finales del XIX, Jesús de la Humildad y Madre de Dios de los Dolores cambian su día de Estación de Penitencia al Miércoles Santo, tras pertinente permiso del Obispado, saliendo siempre tras la ceremonia conocida como "Oficio de Tinieblas" ; así lo harán hasta 1931 (la Semana Santa fue anterior a la proclamación e instauración de la II República), ya que durante la II República no saldrían más (al igual que el resto de Hdades. en la ciudad a excepción del Nazareno que lo haría por clamor popular en 1934)
El 22 de julio de 1936 el templo de Santa María arde por fuego provocado e iniciado en el Archivo Parroquial, acabando no sólo con las imágenes, archivo y enseres de la Hdad. sino también con la mayoría de imágenes albergadas en el mismo así como también con el magnífico retablo del s. XVIII con el que contaba.
Tras los desmanes de la guerra civil, se intenta que el que fuera su último Alférez, el sr. Yanguas Messía la reorganizara pero no prospera la iniciativa.
Será finalmente en 1987 cuando logre reorganizarse, con nueva sede canónica, San Agustín, entonces regida por la orden Salesiana.
En abril de 1992 y ya tras haberse bendito la nueva imagen un año antes, retorna la cofradía a las calles de Linares, procesionando en absoluto silencio.
En diciembre de 1997, y tras ser donada por un grupo de hermanos y restaurada, es bendecida su titular mariana, con la nueva advocación de Madre de Dios de la Salud, saliendo bajo palio y por primera vez tras el Señor de la Humildad, el Martes Santo de 1999.
Su titular cristífero, Jesús de la Humildad, es obra de Manuel Hdez. León (1991)

Nuestro Padre Jesús De La Humildad

Su titular mariana, Madre de Dios María Stma. de la Salud en su Soledad es la imagen procesional más antigua de la ciudad; Anónima y datada a finales del siglo XVI (según informes de su última restauración), de escuela escultórica sevillana e identificada como la antigua Quinta Angustia de la homónima Hdad. hispalense.

Madre de Dios María Santísima de la Salud en su Soledad

### Miércoles Santo
- Hermandad y Cofradía de Nazarenos de las Siete Palabras, Santísimo Cristo de la Buena Muerte, Nuestra Señora de la Consolación y Santa María Magdalena (Estudiantes).

Su sede canónica es en la parroquia de San Jose Obrero, su salida la tiene por la tarde a las 19:30 horas.
El 2 de julio de 1944 se funda la Hermandad de las Siete Palabras. La estación de penitencia se realizaba en la noche del Jueves Santo. Durante este itinerario, la Hermandad realizaba el sermón de las siete palabras, en el que el sacerdote narraba las "siete palabras que pronunció Jesucristo antes de su muerte". Se procesionan dos imágenes, el Santísimo Cristo de la Buena Muerte, de autor desconocido (1928), y Nuestra Señora de las Angustias, obra de Enrique García Bellido (1944). Los hermanos vestían túnica blanca con fajín, caperuz y capas negras.
En 1971 la Cofradía deja de hacer estación penitencial, aunque si celebra sus cultos, diluyéndose estos hacia la mitad de la década de los setenta.
Al principio de los años 90 se reorganiza la hermandad, concretamente el 19 de enero de 1991. Durante las estaciones de penitencia de los años 1998 hasta 2010, procesiona la imagen del Cristo de la Buena Muerte del autor José Miguel Martínez Ceballos.
Entre los años  2002 a 2007, procesionaría la antigua imagen de nuestra Virgen, de autor desconocido y restaurada por Jose Angel Palacios Fernández 
Junto a nuestros Sagrados Titulares, la imagen de Santa María Magdalena, de José Ángel Palacios, procesionó desde 1999 hasta 2010.
La imagen actual del Santísimo Cristo de la Buena Muerte, del autor Luis Álvarez Duarte, se presentó en la basílica de la Virgen de Patrocinio de Sevilla en 2011. Se bendijo en nuestra sede canónica el 26 de Marzo de 2011. Para todos los actos de la presentación y bendición de la imagen se le concedió a la Hermandad por parte de la casa real, que el Rey D. Juan Carlos I fuera el presidente de honor de todos los actos de presentación y bendición de la imagen. 

Santísimo Cristo de la Buena Muerte

Acompañando al Santísimo Cristo de la Buena Muerte, Nuestra Señora de la Consolación, obra de Mario Pedro Castellano, se bendijo el 1 de marzo de 2008, año de su primera estación de penitencia. 

Nuestra Señora de la Consolación

En el año 2009 se funda la "Banda Salesiana del Smo. Cristo de la Buena Muerte", banda de cabecera, sólo con integrantes de percusión. En el cuarto aniversario de la banda se incluye la sección de viento, teniendo actualmente la banda unos noventa integrantes.
La Hermandad se vinculó a finales del año 2010 a la "Fundación amigos de Lolo", fruto de dicha vinculación fue la concesión por parte de la Fundación de una reliquia del beato Manuel Lozano Garrido "Lolo".
Dicha reliquia procesiona cada Miércoles Santo junto a nuestro Señor en su paso y descansa durante todo el año en su relicario situado en el altar Mayor de San José junto a nuestro Cristo.
https://hermandadestudiantes.blogspot.com
- Vía-Crucis de la Juventud.

Su sede canónica es en San Agustín y sale por la noche a las 23:00 horas.
- Hermandad Católica Ferroviaria del Santísimo Cristo de la Buena Muerte de la Estación Linares-Baeza (Nazareno de la Estación).

Fundada en 1958 por un grupo de ferroviarios de la Estación Linares Baeza, tuvo su origen en la antigua Capilla de la Purísima de la Avenida de la Estación, y en la actualidad tiene su sede canónica en la Parroquia de la Inmaculada Concepción. La imagen del Crucificado data de los años 40, se trata de una obra anónima que durante muchos años ha procesionado los Viernes Santos junto a la Cofradía del Nazareno y en la actualidad lo hace las noches de Miércoles Santo. Durante el discurrir por las calles del núcleo ferroviario el Santísimo Cristo va escoltado por la Hermandad de Caballeros Legionarios de Linares, y es portado a hombros bajo el paso por una cuadrilla mixta de 25 personas. Salida a las 21:00 horas.

### Jueves Santo
- Real Hermandad y Cofradía de Nazarenos de Ntro. Señor Jesucristo en su Prendimiento, Nuestra Señora del Rosario en sus Misterios Dolorosos y San Juan Evangelista (Prendimiento).

Sede: Parroquia de San Agustin.
Fundación: 1 de Agosto de 1927.
Pasos:
- Primer Paso: Representa el misterio del Prendimiento de Ntr. Señor.

- Segundo paso: Paso de Palio, Virgen del Rosario en sus Misterio Dolorosos.

Escultores:
- Cristo: Jesús en su Prendimiento es obra anónima restaurada en 1986 por Antonio Garduño Navas y en 2012 por Jaime Babío.

- Virgen: Ntra. Sra. del Rosario es obra anómina fechada en el Siglo XIX y restaurada en 1982 por Antonio Garduño.

- Resto de Imagenes: San Juan de Fransisco Berlanga, Romanos de Martos, Judas y Sayón son de Navarro Arteaga.

Hábito nazareno: Túnica de merino  beige con botonadura burdeos y capa de merino beige. Antifaz con baberola color burdeos. Cíngulo de seda burdeos, anudado a cuello y cintura con cinco nudos. Escudo a la altura del codo izquierdo de la capa y un rosario.
Historia: Sus primitivas reglas son aprobadas por el obispado de Jaén el día de San Juan Evangelista del año 1927 siendo sus titulares Nuestro Señor en su Sentencia y Nuestra Señora de la Victoria acompañada de María Magdalena. En el primer paso, la imagen de Jesús era sentenciada a muerte en presencia de dos solados romanos y Poncio Pilato. En el paso de la Virgen, María Magdalena consolaba a la Madre sin un palio que las cobijara.
La historia de la Hermandad queda interrumpida durante los trágicos sucesos de la Guerra Civil Española. Sin embargo gracias al párroco D. Antonio Lara los bustos de las imágenes de Jesús, la Virgen y María Magdalena no son destruidos, siendo estos los únicos que se conservan en la ciudad. Fueron escondidos en el hueco de una escalera y al buscar los milicianos a las imágenes de la hermandad encontraron al resto de las imágenes ataviadas con las ricas vestimentas que correspondían a las imágenes titulares.
Al concluir la Guerra Civil las hermandades vuelven a reorganizarse. Este caso los Hermanos de la Primitiva Hermandad de la Sentencia deciden reorganizar su hermandad pero bajo unas nuevas advocaciones. El día 21 de Mayo de 1944 se constituye  de nuevo y se abre un nuevo registro de hermanos. Nuestro Padre Jesús en su Prendimiento y Nuestra Señora del Rosario serán las nuevas advocaciones que se mantendrán hasta nuestros días. La sede canónica continuaba siendo la de Santa María sin embargo al estar ésta en obras se trasladaría a San José que a la postre sería su sede durante 44 años más.
En los años siguientes la Hermandad del Prendimiento procesionará en la tarde noche del Martes Santo. Se recuperará la representación de la Sentencia de Cristo en la Plaza del Ayuntamiento. Se amarraba, abofeteaba y Sentenciaba a muerte al Señor por parte de una escuadra romana acompañada por los sones de grandes trompetas.
Es en 1980 cuando el Prendimiento, en la imagen de Nuestra Señora del Rosario, es la protagonista de una revolución cofrade que años más tarde terminará por modificar la concepción que anteriormente a esa fecha se tenía de la Semana Santa en la ciudad.
La incorporación de los Hermanos Costaleros marcará un antes y un después Es el Jueves Santo de 1980 cuando la bendita imagen de la Virgen del Rosario, sobre los pies de sus costaleros muestra a Linares otra manera de portar los pasos y lo que es más importante otra manera de ver y vivir la Semana Santa.
Otros datos: Únicas imágenes titulares que se conservan en la ciudad tras la guerra civil española. Mantiene la lectura de la Sentencia cada Jueves Santo en la plaza del Ayuntamiento, en recuerdo a la primitiva Hermanadad. Cuenta con una prestigiosa Banda de Cornetas y Tambores, la de  “ Ntra. Sra. del Rosario”.
- Real Hermandad y Cofradía Trinitaria de Ntro. Padre Jesús del Rescate y María Santísima de los Dolores (Rescate).

Sede Canónica: Basílica menor Santa María La Mayor.
Casa de Hermandad:  C/. Zambrana, 15. Linares.
Hábito nazareno: Tercio del Señor: Túnica marrón con bocamangas de terciopelo burdeos, capa carmelitana con vuelos de terciopelo burdeos al igual que el caperúz, escapulario blanco con filos amarillos y la cruz trinitaria en el centro, cíngulo de lana de color amarillo ocre. Tercio de la Virgen: Misma vestimenta, cambiando terciopelo por raso burdeos y cíngulos por fajines.
Iconografía:
- Cristo: Nuestro Padre Jesús del Rescate, de acuerdo con los Estatutos, corresponde a la presentación de Nuestro Señor Jesucristo ante el pueblo judío por Poncio Pilato. Obra de Gabino Amaya año 1948.

- Virgen: Nuestra Señora de los Dolores nos muestra el papel desempeñado por la Santísima Virgen a lo largo de toda la vida y pasión de Jesús. Obra de Luis Álvarez Duarte año 1982.

Historia: Su historia se remonta a finales del siglo XIX, su fundación data del 1897, por parte de un grupo de albañiles vecinos de Baeza, comenzando con 150 hermanos que vestían túnica marrón con cola y los atributos del Carmelo.
No fue hasta 1901 cuando se constituyeron sus primeros estatutos. Ya desde el principio estuvo vinculada a la orden de los Trinitarios. El 14 de junio de 1904, recibió el título de Real por su S.M. el Rey Alfonso XIII y al no poder presidir el Rey el Desfile Procesional, todos los años era representado por el Alférez de la Cofradía.
La Hermandad tuvo que resurgir tras la contienda civil. Tan solo se salvaron el manto de la Virgen, el túnico del Señor y el estandarte del Cristo, de autor desconocido que no ha sufrido cambio alguno en su bordado. La reorganización de la Hermandad no llegó hasta 1947. Se encargó un nuevo Cristo a Gabino Amaya y al poco tiempo pudieron volver a salir a la calle, manteniendo incluso la tradición de liberar a un preso. Antes de la Semana Santa, el Alférez hacía al Juez de Instrucción de Linares la petición de indulto para un preso, al llegar a la cárcel el Fiscal de la Cofradía leía la orden de libertad y salía el preso, que solía acompañar al Cristo durante el recorrido procesional. Las órdenes de libertad están en los archivos del Juzgado de la ciudad. Esta costumbre acabó desapareciendo con el tiempo, con el cierre de la cárcel de Linares. Afortunadamente esta tradición fue recuperada en el año 2012. A lo largo de la segunda mitad del siglo XX la Cofradía fue aumentando su patrimonio, con nuevos pasos e incluso una nueva Imagen de María Santísima de los Dolores, que todos los Jueves Santos es acompañada por sus mujeres de mantilla.
Capítulo aparte merece la creación de las bandas de la Cofradía, en 1972 nace la Agrupación Musical de Nuestro Padre Jesús del Rescate y María Santísima de los Dolores, y en 1981, la Agrupación Musical María Santísima de los Dolores. Dicho acompañamiento musical se ha visto completado a finales de los 90 con la incorporación del tercio de trompeteros que anuncian la llegada de los pasos.
Fue la primera Hermandad de la ciudad que realizó un pregón propio en 1994 y desde entonces son varías las Cofradías linarenses que realizan actos similares, anticipando la llegada de la Semana de Pasión con sentimiento y sinceridad.
En el año 2009, en Antequera, durante el IX Encuentro Nacional de HH. Y CC. Trinitarias, la Hermandad fue admitida dentro de la Confraternidad de HH. Y CC. Trinitarias de la Provincia España Sur-Espíritu Santo de la Orden trinitaria. En 2013 se convierte en la Hermandad anfitriona que organizó el XIII Encuentro en nuestra ciudad.
Otros datos: La Hermandad cuenta con un numeroso Grupo Joven que cuida y mima, nuestros niños son el futuro de la Cofradía que tiene Imagen de la Virgen propia para su pasito de mayo.
- Muy Antigua Hermandad y Cofradía de Nazarenos de Nuestro Padre Jesús atado a la Columna en el Misterio de su Sagrada Flagelación, María Santísima de la Amargura, San Juan Evangelista y Santa Ángela de la Cruz (Columna).[3]

Sede canónica: Basílica Menor Santa María La Mayor y sale por la noche a las 21:00 horas.
Iconografía:
- Cristo: Nuestro Padre Jesús de la Columna fue comenzada por el escultor sevillano D. Luis Ortega Brú siendo esta su obra póstuma inacabada de tan reconocido escultor que, tras su fallecimiento,  terminó su discípulo, también sevillano D. Juan Antonio Ventura, en 1985. Una talla de madera de cedro de 1,85 de altura y de estilo barroco, que muestra fielmente el dolor por los azotes recibidos.

- Misterio: El Paso de Misterio cuenta con 2 sayones, realizados en madera de cedro y policromado por el imaginero sevillano D. Jaime Babío Núñez en estilo barroco.

- Virgen: La imagen de Nuestra Señora de la Amargura fue tallada por D. Luis Álvarez Duarte en 1983. Muestra a la Virgen con expresión mística y dolorosa en su semblante, así como su mirada baja y profunda, con el busto ligeramente inclinado hacia delante.

- San Juan Evangelista: talla completa realizada en madera de cedro y policromada por el imaginero sevillano Jaime Babío Núñez en estilo barroco.

Historia:' De tiempo inmemorial venía erigida en la Parroquia de Santa María la Mayor de la ciudad de Linares la Hermandad y Cofradía de Nuestro Padre Jesús de la Columna, extinguida hasta el año 1980.
Se cree que esta Hermandad fue fundada el día 17 de mayo de 1558.La Cofradía de la Columna es una de las más antiguas de Linares. En el siglo XX, concretamente en el año 1.909, un grupo de fieles católicos linarenses decide su reorganización.
El 20 de marzo de 1909, con los nuevos Estatutos, se dispuso que la Solemne procesión se celebrase el Jueves Santo, fijándose la estación a recorrer. Usaban túnica blanca con botonadura morada, capa morada y caperuz del mismo color, con cruz romana en la parte delantera cayendo sobre el pecho, calzado negro y guantes blancos.
Los fines de la Cofradía eran piadosos y benéficos.
Desaparecidas las Imágenes Titulares durante el año 1.936 y fallecidos la mayoría de sus hermanos, la Cofradía de Nuestro Padre Jesús de la Columna no logró su resurgimiento como otras tantas cofradías de nuestra Semana Santa Linarense.
En el año 1980 y por deseo de un grupo de católicos linarenses, la Hermandad y cofradía de la Columna se constituye de nuevo en nuestra ciudad, acogiéndose canónicamente a la Iglesia Parroquial de Santa María la Mayor
La imagen de Nuestra Señora de la Amargura procesionó por primera vez en la Semana Santa del año 1984. El día 18 de julio del año 1984 llegó a Linares la imagen de Nuestro Padre Jesús de la Columna, y tras un fervoroso recibimiento de un gran número de Hermanos, fue depositada en la capilla de Santa María.
La imagen de Nuestro Padre Jesús de la Columna es un claro ejemplo del arte barroco sevillano, y se procesionó por primera vez en la Semana Santa del año 1985.
Otros datos: En el año 1990 se produce un hermanamiento entre la Hermandad y las Hermanas de Santa Ángela de la Cruz de Sevilla. Así mismo a partir del año 1990 una pequeña reliquia de la Santa procesiona con los titulares todos los Jueves Santo, procesionando primero en la cinturilla de la Virgen solamente, y en la actualidad procesionando en ambos pasos en un relicario, tanto a los pies de Nuestro Padre Jesús de la Columna como a los pies de Nuestra Señora de la Amargura.

### Madrugá
- Real Cofradía de Nuestro Padre Jesús Nazareno, María Santísima del Mayor Dolor y San Juan Evangelista (Nazareno).

Sede canónica: Parroquia de San Francisco de Asís.
Casa de Hermandad: C/ Alberto López Poveda nº 16.
Hábito nazareno: Caperuz morado y túnico morado con cordón dorado en el tercio del Nazareno. En los de san Juan competan el hábito un caperuz verde y capa blanca. En la Virgen portan caperuz morado, fajín blanco y capa blanca.
Iconografía:
- Misterio y San Juan: El autor de las imágenes es Víctor de los Ríos, realizadas en 1960, restauradas 30 años después por José Ajenjo Vega y la última por Alfonso Ruiz y Mónica Aragón de Úbeda. Son de talla completa en madera de cedro y representa el momento en que Jesús camina hacia el calvario con la cruz a cuestas, ayudado por Simón de Cirene. Al igual que la imagen de San Juan Evangelista.

Nuestro Padre Jesús Nazareno

San Juan Evangelista

- Virgen: El autor de la imagen de la Virgen del Mayor Dolor es Juan Martínez Cerrillo, adquirida por la cofradía al finalizar la guerra civil. Fue restaurada en 1987, en Sevilla, por Francisco Berlanga Ávila. Hace años volvió a sufrir una nueva restauración por el imaginero cordobés Juan Antonio Bernal, actuando en cara y manos.

María Santísima del Mayor Dolor

Historia: Las primeras referencias históricas de nuestra Hermandad datan del año 1.554 donde ya aparecen escritos que comentan la acogida y popularidad, que por parte del pueblo de Linares, tenía la entonces conocida, como la Cofradía de las Cruces del Nazareno.
A finales de este siglo XVI los Franciscanos, instalados en el convento de San Francisco de Asís, deciden crear una Cofradía que se llamó, de las Cruces de Santa Elena, aunque a nivel popular se la denominaba como la de Jesús Nazareno. En 1.601, fueron aprobados sus primeros estatutos por el Obispo de Jaén D. Sancho Dávila y Toledo..
En 1.667 procesionó por primera vez acompañada por la cruz Parroquial del convento Franciscano, tratando así de organizar esta procesión caracterizada siempre por el desorden de la multitud que la acompañaba.
En el siglo XVIII se reformaron los estatutos y en ellos aparece la primera referencia al Alférez de la Hermandad, que en aquellos años recaía en la familia de los Ayala. En 1.772 se nombró Hermano Mayor Honorario al rey Carlos IV quien en agradecimiento le otorgo el título  de Real Cofradía.
Una de las costumbres más arraigadas en esta Cofradía y que lamentablemente se perdió en los primeros años del siglo XX, era “el Sermón del Nazareno”, se realizaba la madrugada del Viernes Santo en el interior de la Parroquia ante la imagen del Nazareno acompañado de todos sus hermanos, entre los que estaban los trompeteros, encargados de anunciar la salida del Nazareno, durante la noche del jueves Santo y la madrugada del viernes Santo. Una vez terminado este acto, se iniciaba la estación de penitencia desde el interior de la Iglesia, el Nazareno era portado en andas por los mineros de Linares, detrás salía la Virgen rodeada por mujeres descalzas y cubiertas con velo, les seguía San Juan acompañado por penitentes que portaban palmas y finalmente salían las imágenes de la Magdalena y la Verónica. Otra de las costumbres que también desapareció en estos mismos años, fue la de “Los Calvarios” que eran coplas alusivas a la Pasión y que eran cantadas por un grupo de Hermanos Nazarenos, en las esquinas de las calles de nuestra Ciudad.
Los actuales estatutos de la Hermandad datan de 1.995 siendo Obispo de Jaén D. Santiago García Aracil.
El 14 de Septiembre del 2.003 le fue impuesta al Nazareno, la medalla de oro de la Ciudad por el Alcalde de Linares, en un emotivo acto en la Parroquia de Santa María, a donde la imagen fue trasladada, presidiendo este acto el Obispo de nuestra diócesis.
Realiza su estación de penitencia con tres pasos: San Juan, portado por cuarenta costaleras, el Nazareno, por cerca de cien, y la Virgen, conocida como La Niña, por cincuenta.

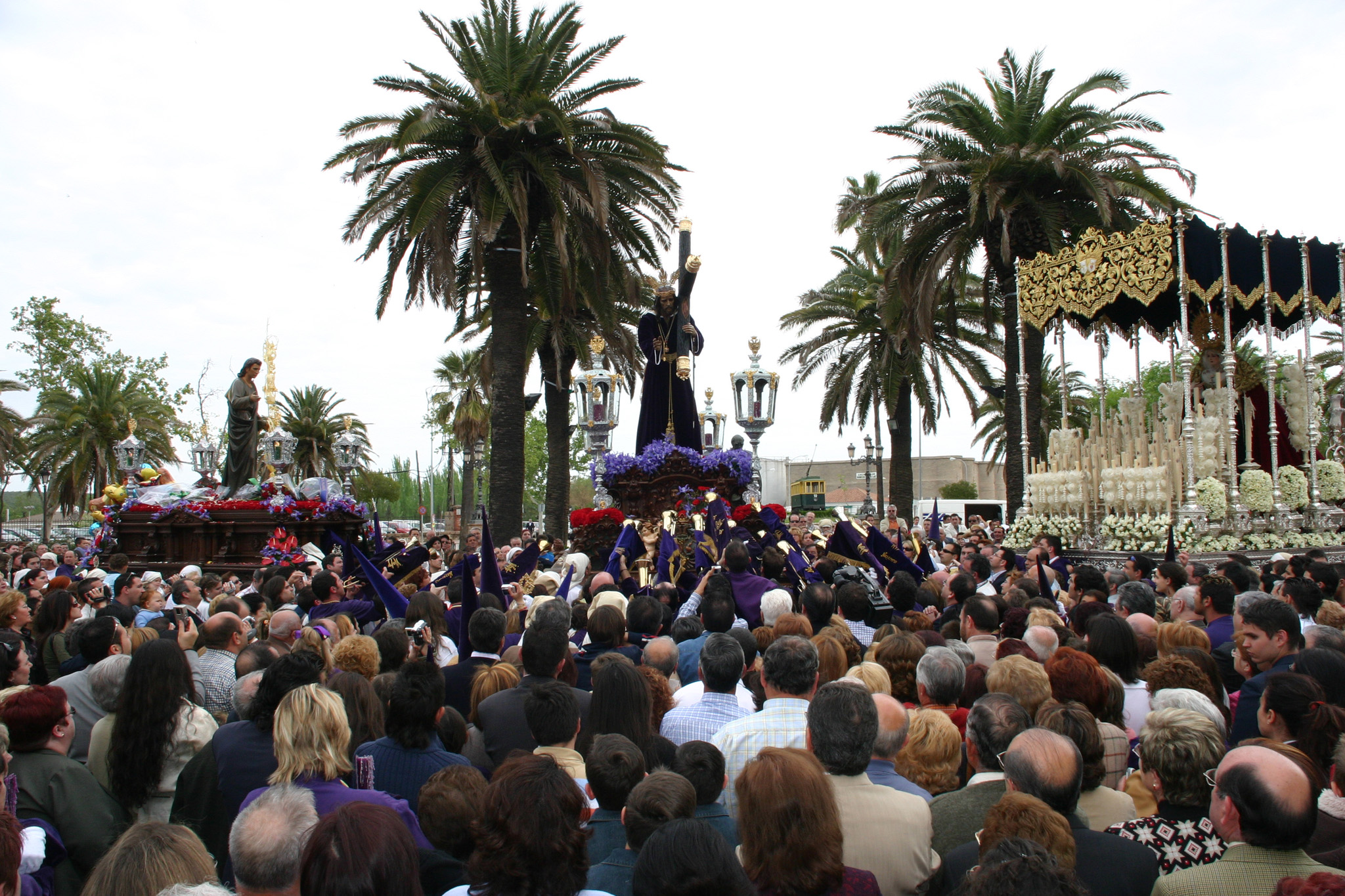
Bendición del Nazareno

Su salida es en La Madruga del Jueves Santo al Viernes Santo la cruz de guía sale a las 03:00 horas, San Juan sale a las 03:15 horas y Nuestra Señora del Mayor Dolor sale a las 03:30 horas y esperan a que las 04:00 horas salga Nuestro Padre Jesús Nazareno para que a las 04:10 imparta la bendición a toda Linares para después iniciar su desfile procesional. También imparte 2 veces más la bendición una es en Santa Margarita a las 11:00 horas de la mañana y la otra bendición es antes de encerrarse en su templo a las 13:45 horas.

### Viernes Santo
- Real Cofradía y Hermandad del Santísimo Cristo de la Expiración y Nuestra Señora de la Esperanza (Expiración).

Sede canónica: Parroquia de San Francisco de Asís.
Iconografía:

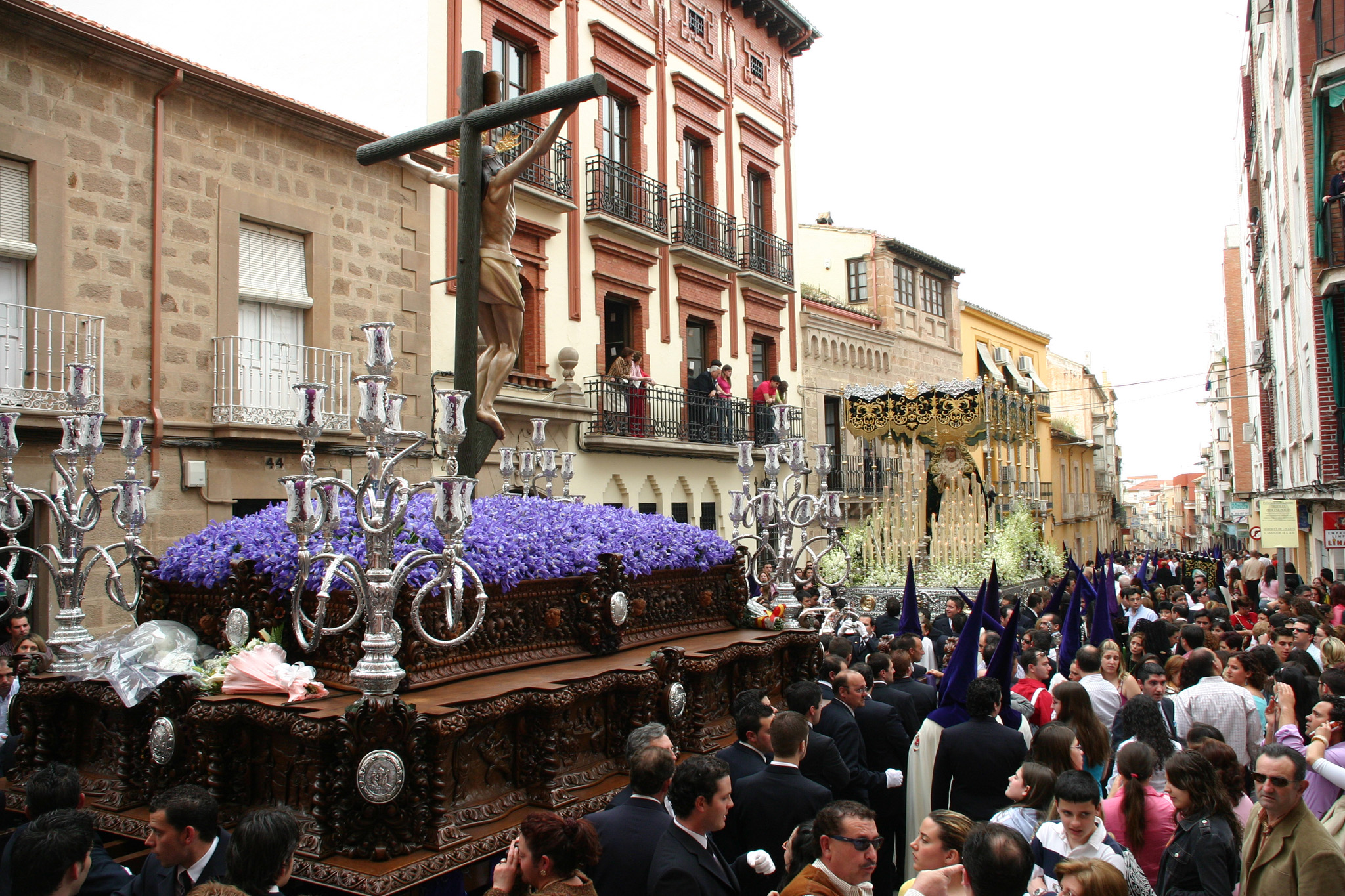
Ceremonia de la cofradía de la Expiración

- Cristo:  Fue realizado en 1947, por el escultor e imaginero afincado Madrid, Gabino Amaya, quien elabora una magnifica talla, consiguiendo con suma perfección la faz de Cristo, con la mirada alzada al Padre en el instante mismo de la muerte, que sobrecoge por su expresividad y ternura. Se trata de un crucificado en el momento de su muerte, que sigue el estilo clásico imperante de Mariano Benlliure y Gil, unido a la cruz por cuatro clavos. La imagen fue restaura por Luis Alvarez Duarte en 2013.

- Virgen: Nuestra Señora de la Esperanza es obra anónima, aunque parece atribuida a Pío Mollar Franch. Se trata de una dolorosa, con mirada baja, boca entreabierta y ceño fruncido. La imagen fue restaurada por Álvarez Duarte en 1996, quien ha corroborado la procedencia levantina y ha fechado la talla de la imagen hacia finales del siglo XIX (1895-1900).

Historia: La Cofradía nace el día 20 de mayo de 1894, siendo sus fundadores unos carboneros de la localidad vecina de Baños de Encina. No data ningún documento que acredite tal fundación, aunque esta fue recogida en los primeros estatutos de la hermandad fechados  en 1908, consiguiendo el titulo de Real en el año 1916, concedido por su Majestad el Rey Alfonso XII (21 de febrero de 1916), conservándose, con gran valor, el documento original que acredita tal condición. Hacia 1942, tras la Guerra Civil, comienza la ardua tarea de reorganizar la Cofradía, siendo jóvenes de Acción Católica los encargados de tal menester, hombres que a la postre, han sido todo en la Hermandad, infundando en la Cofradía el sello que nos caracteriza, la seriedad y el recogimiento y religiosidad, cualidades que alcanzan su máxima expresión en las calles de nuestra ciudad.
Si por algo se caracteriza esta Real Cofradía es por su Banda de Cabecera y por ser la única en que sus sagrados titulares son portados por horquilleros, siguiendo el estilo malagueño. La estación de penitencia tiene lugar el Viernes Santo a las 15:30, durando el recorrido aproximadamente ocho horas y siendo destacable la ceremonia en la calle "El Marqués" donde se produce el encuentro entre los titulares y pasa a recrearse la muerte de Xto.
- Ilustre Hermandad y Cofradía del Sagrado Descendimiento de Nuestro Señor y María Santísima de las Penas (Descendimiento).

Sede Canónica: Parroquia de Santa Barbara
Iconografía:
- Cristo: La imagen es obra del escultor Victor de Los Rios en el año 1957, al igual que las imágenes secundarias que le acompañan en su paso de misterio.

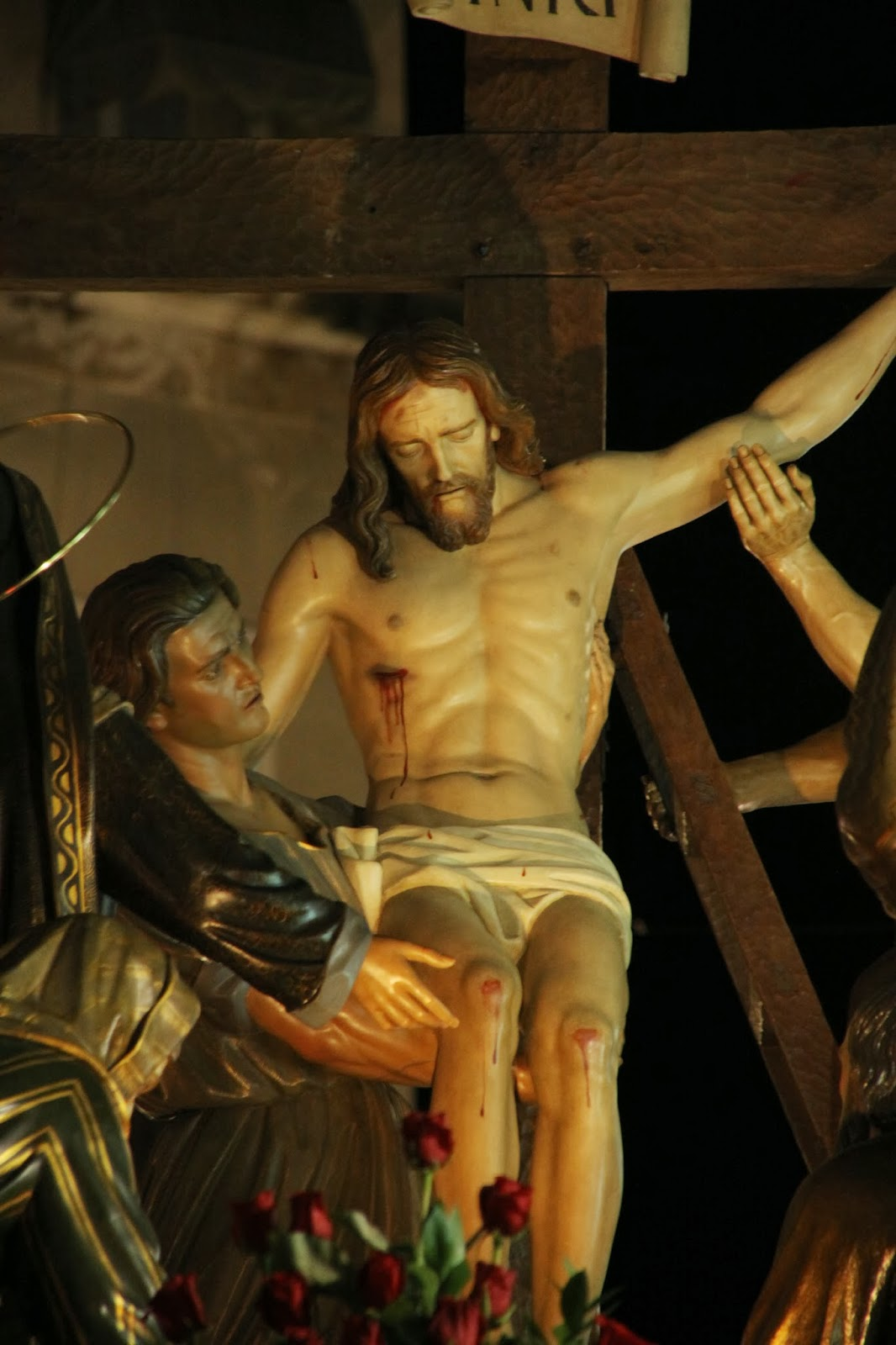
Nuestro Padre Jesús en su Sagrado Descendimiento

- Virgen: La imagen de María Santísima de las Penas es obra del escultor José Asenjo Vega en el año 1992. Dos años mas tarde fue restaurada por su Imaginero, ya que, no llego a convencer su rostro de mujer madura. En 2015 vuelve a sufrir otra restauración que cambia por completo su rostro, de manos de Mario Castellano.

Historia:

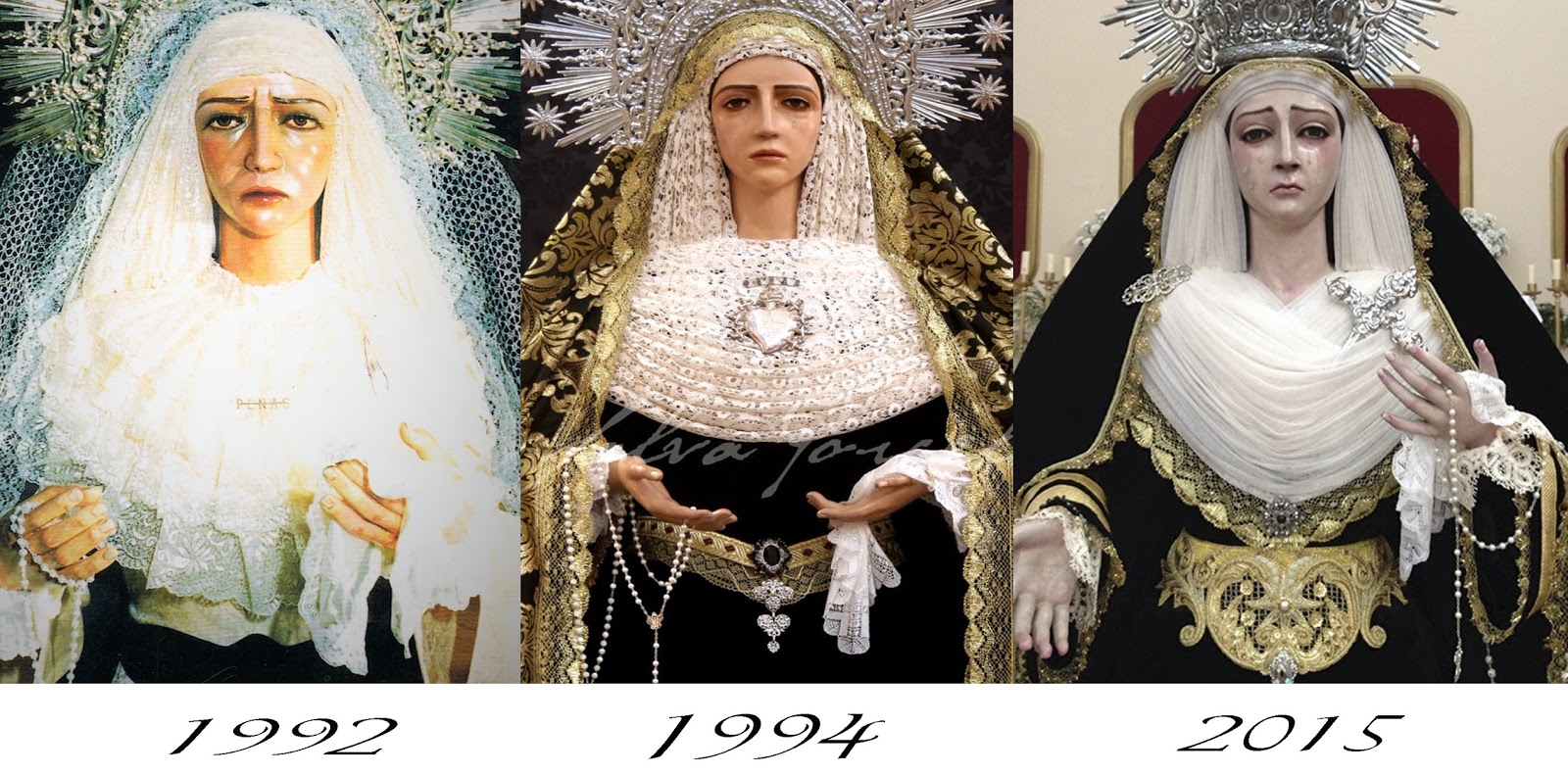
Evolución de Nuestra Señora de las Penas

Según los Documentos obtenidos del Archivo Diocesano, el inicio de la Cofradía del Descendimiento data del año 1452, Siendo su Sede Canónica, San Francisco y después Santa María. 
La Cofradía fue fundada en 1928 por un grupo de señores todos Titulados.
En el año 1950 la mayoría descendientes de los anteriores intentan reorganizar la Cofradía, encargando a D. Víctor de Los Rios las imágenes. En 1957 llegaron las Imágenes a Linares, parece ser que durante los años 1957 al 1965 procesionaron varios años, acompañados por hermanos con traje oscuro, un escapulario y portaban velas.
- REORGANIZACION (1967):

La reorganización es llevada a cabo por D. Miguel Blesa Moreno junto con el Párroco de la Iglesia de Santa Bárbara, D. Pablo Montón. El Párroco de Santa Bárbara junto con miembros de las asociaciones religiosas y vecinos del barrio consiguen hacer la primera Estación de Penitencia vistiendo Túnica Negra con Fajín Blanco el Miércoles Santo día 21 de Marzo de 1967. El día 6 de Junio de 1.967 es elegida la primera junta de gobierno.
Durante estos años la cofradía ha ido evolucionando y cabe destacar:
En el año 1968 se nombre Hermanos Honorarios a los militares del Destacamento de Vadollano.
En el año 1970 cambia el día de hacer Estación de Penitencia pasando del Miércoles al Viernes
En el año 1979 sale por primera vez  la Agrupación Musical “Sagrado Descendimiento”
En 1989 y 1990 se lleva a cabo la restauración de las Imágenes en León por José Ajenjo y sale por primera vez la Banda de María Santísima de las Penas.
En 1992 llega la Imagen de María Stma. de Las Penas, siendo su primera salida procesional en Semana Santa del 1993.
Incorporación del tercio de la señora, y un tercio de Mantillas, el cual llega a ser muy numeroso, por lo cual se decide hacerlo único acompañamiento.
En el año 2010 comienza el proyecto de un nuevo paso de Misterio que ira portado por costaleros y en 2011 sale por primera vez a la calle.
En 2012 se lleva a cabo la remodelación del paso de María Santísima y pasa a ser portado por hermanas costaleras.
- Real, Inmemorial e Ilustre Cofradía del Santo Entierro de Cristo, Ntra. Sra. De los Dolores en su Soledad, Santísima Virgen de las Angustias y Santa Vera Cruz (Santo Entierro).

Su sede canónica es en San Francisco de Asís, tiendo su salida por la tarde a las 19:00 horas. 
También sale de la parroquia de San Francisco cuando el Santo Entierro está encerrado, la Virgen de la Soledad sale sola por las calles de Linares, con su pueblo acompañándola con velas, su hora de salida es por la noche a las 23:50 horas. 
- Cofradía de Nuestro Padre Jesús Nazareno y Nuestra Señora de los Dolores y Cristo de la Buena Muerte (Nazareno de la Estación).

Los orígenes de la cofradía de Nuestro Padre Jesús Nazareno y Ntra. Señora de los Dolores se remontan a la década de los años sesenta del siglo pasado, cuando un grupo de cofrades unidos por la gran devoción que sentían hacia la imagen de Jesús Nazareno iniciaron los trámites para constituirse como hermandad. La talla de Jesús, que llevaba pocos años en la parroquia, fue tallada a principio de la década de los cuarenta, de este modo ya contaba con una gran devoción anterior, al tratarse del antiguo titular de una de las más señeras cofradías de la ciudad de Linares, que en 1963 fue donado a la parroquia de La Inmaculada. Cabe destacar del mismo modo la gran calidad artística de la imagen, al tratarse de una obra del prestigioso escultor cordobés Juan Martínez Cerrillo. 
Partiendo de estos precedentes, durante esta década brota en el núcleo ferroviario un sentimiento cofrade nunca antes visto, pues tras la constitución de la nueva hermandad, un gran número de personas comienzan a inscribirse como hermanos y a procesionar la imagen de Jesucristo portando el madero sobre sus hombros, tanto es así que surge entre los hermanos devotos de la Santísima Virgen el interés de añadir una titular mariana, por ello la cofradía se pone en contacto con el mismo escultor del Santísimo Cristo para encargar la imagen de Ntra. Señora de los Dolores.
En la retina de todos aquellos que acuden cada año a su cita cofrade del Viernes Santo Estacionero quedan imágenes imborrables como la de Jesús impartiendo la bendición al pueblo a través de su brazo articulado, o la del reencuentro entre madre e hijo en la Plaza de las Palmeras, donde los costaleros de la Santísima Virgen corren hacia el Nazareno al grito de “Guapa bonita guapa”.
Entre otras peculiaridades llama la atención en la imagen del Cristo su pelo natural que es movido por la suave brisa que envuelve a la localidad bajo la luna llena las noches de Viernes Santo. Es también de gran interés artístico e histórico también la cruz que el Nazareno porta sobre sus hombros, tratándose de una cruz alborea del siglo XIX, que fue salvada del incendio en el que fue destruida por la anterior imagen que Linares poseía del Nazareno atribuida a Martínez Montañés

### Domingo de Resurrección
- Hermandad del Triunfo de la Santa Cruz y Cofradía de Nazarenos de Ntro. Sr. Jesucristo en el Misterio de su Gloriosa Resurrección y Ntra. Madre y Sra. del Amor Hermoso en su Inmaculada Concepción (Resucitado).

Su sede canónica es Santa Bárbara y su salida es por la mañana a las 10:15 horas de la mañana.

## Otras Hermandades y grupos parroquiales
La Diócesis de Jaén nombra como «grupo parroquial», antiguamente eran llamados pro-Hermandades, a las asociaciones que trabajan para organizarse en cofradías y hermandades. Actualmente en la ciudad se encuentran los siguientes:
- Grupo Parroquial de Nuestro Padre Jesús de la Misericordia en su Tercera Caída, Nuestra Señora de la Victoria y San Juan Evangelista (Tercera Caída). [6]

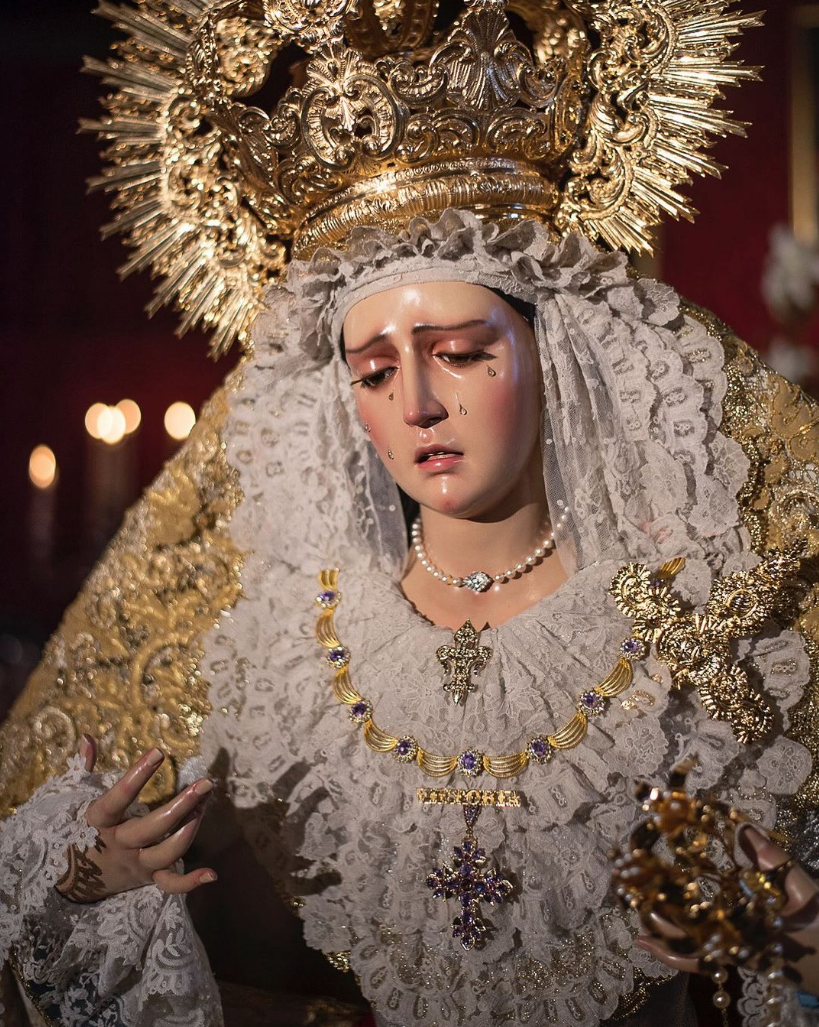
Virgen de la Victoria de Linares

Nuestra Señora de la Victoria: Imagen realizada por el imaginero "Antonio Parras Ruiz". La imagen de Ntra. Sra. de la Victoria llegó a Linares en la mañana del 10 de Junio. El Rvdo. Sr. D. Sebastián Pedregosa fue el encargado de bendecir la imagen en la Basilica Menor de Santa María La Mayor.

### Historia de Salidas
La primera salida de la Virgen de la Victoria fue un Vía Lucís Extraordinario con motivo del Año de la Misión Diocesana, este dicho acto fue organizado por la Basílica de Santa María y que decidió invitar dicha imagen. El Vía Lucís fue presidido por el Cristo Resucitado de la Basílica y por la Virgen de la Victoria. Este acto se realizó el 31 de mayo a las 21:00h de 2019.
El día 28 de marzo de 2022 se acordó entre la Junta directiva y a petición del párroco y presidente, la salida de Ntra. Sra. de la Victoria en Vía Lucís del 22 de mayo de 2022. La imagen fue acompañada por un quinteto de la Banda de Música Linarejos Coronada. Tras el primer Vía Lucís organizado por el propio Grupo Parroquial, se decidió que la imagen realizara otro Vía Crucis en el año 2023.
En junio de 2023 la Hermandad del Nazareno donó al Grupo Parroquial la antigua parihuela de María Santísima Del Mayor Dolor, para que así la Virgen de la Victoria pudiese tener su primera salida a costal. Para la preparación del paso varias Hermandades prestaron su patrimonio. El 27 de abril la Virgen de la Victoria realizaba su primera salida a costal. La virgen realizó un Vía Lucís por las calles de Linares acompañada por la ACM Alfredo Martos. A las 21:00h se ponía en la calle la Virgen de la Victoria arropada por decenas de Linarenses.

Ntra. Sra. de la Victoria en su primera salida Procesional a costal

- Grupo Parroquial de María Santísima de la Aurora (Aurora).

## Números de la Semana Santa de Linares
- Cofradía más antigua: La Vera+Cruz.
- Cofradía más moderna: La Vera+Cruz (refundación en 1992).
- Cofradía con mayor número de nazarenos en 2024: Nuestro Padre Jesús Nazareno (273).[7]
- Cofradía con menor número de nazarenos en 2024: Descendimiento (46).[7]
- Cofradía con mayor número de hermanos: Nazareno (1800).
- Cofradía con menor número de hermanos: Descendimiento y Santo Entierro (300).
- Cofradía con más pasos (3): Santo Entierro y Nazareno de la Estación.
- Cofradía con menos pasos (2): El resto.
- Cristo más antiguo: Ntro. Señor Jesucristo en su Prendimiento (principios siglo XX).
- Cristo más moderno: Santísimo Cristo de la Buena Muerte (2011).
- Virgen más antigua: Madre de Dios María Santísima de la Salud en su Soledad (siglo XVI).
- Virgen más moderna: Nuestra Señora de la Consolación (2008).
- Cofradía con recorrido más corto: La Expiración (1,88 km).
- Cofradía con recorrido más largo: Nazareno (3,10 km).
- Paso con mayor número de costaleros: ¿? (¿? costaleros)
- Paso con menor número de costaleros: ¿? (¿? costaleros)
- Paso de palio con mayor número de costaleros: ¿? (¿? costaleras).
- Paso de palio con menor número de costaleros: ¿? (¿? costaleros).

| Hermandad                        | Nazarenos |
| -------------------------------- | --------- |
| 1. Nazareno                      | 273       |
| 2. Resucitado                    | 152       |
| 3. Oración                       | 137       |
| 4. Rescate                       | 136       |
| 5. Prendimiento                  | 117       |
| 6. Expiración                    | 112       |
| 7. Vera+Cruz                     | 108       |
| 8. Borriquilla                   | 99        |
| 8. Columna                       | 99        |
| 10. Santa Cena                   | 91        |
| 11. Siete Palabras (Estudiantes) | 60        |
| 12. Santo Entierro               | 56        |
| 13. Descendimiento               | 46        |
| 14. Nazareno de la Estación      | -         |
| Total                            | 1486      |